# Igor Severianine
Igor Severianine (en russe : Игорь Северянин), né Igor Vassilievitch Lotarev (Игорь Васильевич Лотарев) le 4 mai 1887 (16 mai dans le calendrier grégorien) à Saint-Pétersbourg (Russie) et mort le 20 décembre 1941 à Tallinn, République socialiste soviétique d'Estonie, est un poète, essayiste et traducteur russe.

## Biographie
Son père Vassili Petrovitch Lotarev, est capitaine ingénieur militaire pétersbourgeois en retraite et époux de Natalia Stepanova Chenchine issue d'une famille noble qui avait compté parmi ses membres Afanassi Fet et Nikolaï Karamzine, il choisit plus tard, pour signer ses écrits, le pseudonyme Severianine qui signifie « homme du Nord ». Sa mère et lui avaient aussi un lien de parenté avec Alexandra Kollontai.
Il vit à Saint-Pétersbourg jusqu'en 1896, année du divorce de ses parents. Ses parents l'imprègnent de leur amour pour la littérature, pour la musique et en particulier pour l'opéra. Il a confié qu'il était allé écouter Leonid Sobinov au moins 40 fois. Ainsi on comprend mieux pourquoi à partir de 8 ans il commence à écrire de la poésie.
Après la séparation de ses parents, il habite chez son oncle et sa tante paternels à Soyvole près de Tcherepovets dans la province de Novgorod. De 1900 à 1904, il fréquente le collège technique de Tcherepovets d'où il sort avec un diplôme de fin d'études. Son père ayant obtenu un poste d'agent commercial à Port Dalny en Mandchourie, il lui rend visite en 1904 pendant la Guerre russo-japonaise. C'est là que subjugué par la beauté de la nature, en harmonie avec elle, il trouve son nom d'auteur. Mais le 10 juin son père meurt, âgé seulement de 44 ans, et il rejoint sa mère et sa vieille nourrice à Gatchina.
En 1904-1905, malgré plusieurs refus, il commence à publier dans des journaux de province des poèmes à contenu patriotique, car la Russie est en pleine guerre russo-japonaise et des poèmes d'amour. Parmi ceux-ci, une trentaine environ dans l'ensemble de son œuvre, lui sont inspirés par l'histoire qu'il vit avec Evguenia Timofeïevna Gutan, Zlata, rencontrée pendant l'hiver 1905 à Gatchina. Cette jeune fille, une couturière, quitte temporairement son emploi et lui, de son côté, vend les livres de sa bibliothèque afin de pouvoir passer trois semaines ensemble dans une chambre qu'ils louent non loin de la Cathédrale Notre-Dame-de-Kazan à Saint-Pétersbourg. De cette « aventure » naît Tamara, adoptée sans problèmes par un riche monsieur âgé qui aime les enfants, puisqu'il n'est pas question de mariage entre les deux jeunes gens, la mère d'Eugénia ayant poussé sa fille à rompre, ce qu'elle fait. Maria Vassilievna Volnianski la remplace pourtant. Il semble qu'à cette époque Zlata aurait eu besoin de son aide pour faire face à de grosses difficultés matérielles, son mari étant décédé.

### Premiers poèmes
Le premier de ses poèmes publié est La Mort de Rurik dans la revue Actes et paroles selon certaines sources ; il est suivi par d'autres qui n'ont pas de succès. Heureusement l'oncle fournit les fonds à son neveu qui ne veut se consacrer qu'à l'écriture, pour faire éditer plusieurs opuscules de 2 à 16 poèmes imprimés sur deux pages ; ainsi 35 recueils paraissent entre 1905 et 1912.
Le 20 novembre 1907, il rencontre le poète Constantin Fofanov (ru) qui le séduit par son talent pour exprimer des sentiments en évoquant des paysages. Cet évènement a une telle importance pour lui qu'il célèbre ensuite tous les ans l'anniversaire de cette rencontre qui influence indubitablement son œuvre, influencée aussi par Mirra Lokhvitskaïa. Fofanov salue son arrivée dans le monde de la poésie et sa notoriété grandit encore lorsqu'en 1909, un journaliste Ivan Najivine lit de ses poèmes à Léon Tolstoï à Iasnaia Poliana. L'un d'eux Habanera II du recueil Couleur intuitive suscite l'indignation du célèbre Comte qui trouve le texte insignifiant. Cet « incident » et la polémique développés dans la presse russe, Sévérianine expliquant que ce poème que Tolstoï a pris au sérieux est satirique et ironique, stimulent la curiosité du public et le font connaître ; la notoriété suit.
En 1911, Valéry Brioussov, éminent critique, qui apprécie qu'il renouvelle le langage poétique lui écrit une lettre amicale de soutien. En 1913, Fiodor Sologoub participe activement à la première édition chez l'éditeur moscovite Grif du premier grand livre de poésie de Sévérianine, Le haut de la coupe, qui accompagné d'une préface élogieuse, connaît un grand succès ; en deux ans cet ouvrage est édité et réédité sept (ou neuf) fois. Sologoub exploite le succès en entraînant Sévérianine et A. Tchebotarevski dans une tournée de lecture de poèmes à travers la Russie. Celle-ci annoncée à Minsk les amène à Saint-Pétersbourg, à Moscou, à Koutaïssi, à Toila qu'il visite pour la première fois et où il va habiter plus tard, etc. Cette série de soirées a beaucoup de succès et bénéficie de sympathiques critiques de diverses origines.

### Égo-futurisme
Sévérianine se fait l'égérie de l'ego-futurisme, mouvement fondé en 1911 à Moscou, en janvier 1912 à Saint-Pétersbourg, et soutenu par Konstantin Olimpov (en), fils de Constantin Fofanov avec qui il se brouille à l'automne 1912 pour un différend sur la diffusion des écrits. Dans cette mouvance où s'exerce son influence, figurent aussi Gueorgui Chengueli (ru) qui lui consacre plusieurs poèmes après sa mort, Vadim Cherchenevitch, Ivan Ignatiev, Riourik Ivnev, Vadim Baïan, Vassilisk Gnedov, Gueorgui Ivanov dont le programme repose sur l'expression de sentiments authentiques, l'« auto-affirmation » de la personnalité (cf: 1912. Épilogue; Je suis un génie Igor Sévérianine), la recherche de la nouveauté sans reniement de l'héritage, l'utilisation de néologismes, d'images hardies, d'épithètes, d'assonances et de dissonances, la lutte contre les stéréotypes et les clichés et la liberté dans la métrique.
Il se présente avec un air mélancolique, les cheveux gominés partagés au milieu par une raie, les yeux cernés de noir, vêtu d'une impeccable queue de pie, en tenant invariablement un lis dans les mains. À l'occasion, il déclare son admiration pour Oscar Wilde avec lequel on peut lui trouver une certaine ressemblance physique. On l'accueille ainsi dans les cercles à la mode, les salons littéraires, non seulement en Russie mais aussi en Pologne, en Finlande, en France, en Roumanie, où son attitude séduit le public féminin, les étudiants. Sans doute d'autres sont ravis par les scandales que provoquent ses déclarations, par son arrogance face à un public bourgeois indifférent et frivole qu'il subjugue avec une débauche de couleurs et d'artifices sophistiqués, par ses sujets insolites Crème glacée au lilas, Ananas au champagne (1915), qui sont plusieurs fois réédités, par son ironie lorsqu'il clame avec emphase l'admiration naïve que provoquent, chez les esprits simples, les automobiles, les dirigeables, les chemins de fer, les avions, les machines, les usines, l'électricité, etc. De plus il récite ses poèmes d'une façon très particulière et remarquable qui rapproche sa poésie de la chanson ; d'ailleurs ses poèmes, à bien des égards, révèlent l'influence de Constantin Balmont, et plusieurs ont été mis en musique par Alexandre Vertinski et par Vsevolod Zaderatski en 1944 pour le poème Victoria Regia.
Pour sa part il crée 2 500 nouveaux lexèmes, utilise l'effet de surprise et la provocation, exacerbe son émotivité jusqu'à l'extravagance, use de l'allitération, emprunte des mots étrangers, des expressions françaises, des substantifs de la mode et de la gastronomie, et revendique le droit pour les poètes d'être apolitiques et d'écrire selon leur inspiration. Comme le résume D. S. Mirsky, avec lui la vulgarité revendique sa présence et publie la déclaration de ses droits dans ses vers, Nikolaï Goumilev écrit, en substance, que son œuvre n'a pour but que de choquer et Gueorgui Adamovitch salue son élégance.
Vers 1912 (ou vers 1914?) il se tourne vers l'Acméisme et le Cubofuturisme où l'on rencontre Vladimir Maïakovski, Alexeï Kroutchenykh, Vélimir Khlebnikov, Vassili Kamenski, David Bourliouk mais avec le déclenchement de la Première Guerre mondiale l'intérêt du public et des éditeurs se tourne progressivement vers des sujets moins frivoles. Dans un contexte aussi tragique Sévérianine doit s'adapter et certaines de ses œuvres sont éditées à perte.
En 1918, il retourne à Moscou près de sa mère malade, et, le 27 février de la même année, au cours d'une réunion au musée polytechnique de Moscou, bien que certains critiques aient déclaré leur dégoût pour son travail, Sévérianine est élu « Roi des poètes » pour sa créativité devant Vladimir Maïakovski. En troisième position se trouve Vassili Kamenski selon les uns, Constantin Balmont selon d'autres.

### Interdit de Russie
Quelques jours plus tard, il part passer ses vacances sur Toila au Nord-Est de l'Estonie, où il loue une chambre dans la maison d'une famille locale, comme il l'a déjà fait plusieurs fois depuis 1912. L'occupation allemande au mois de mars le coupe de la Russie alors en pleine révolution. Il salue d'abord l'évènement, mais plus tard prend une position critique. Cependant il se tient loin de la politique, préférant le plus souvent écrire des pamphlets contre les milieux de l'élite émigrée. N'ayant pas le droit à cause de son mariage en 1921 avec une Estonienne Felissa Kruut (la propriétaire de la maison dans laquelle il passe ses vacances) et parce qu'il n'a la faveur ni du public ni du nouveau régime, il ne peut retourner dans son pays natal où aucun de ses livres n'est publié. En outre la République estonienne proclame son indépendance en 1920.
Il vit donc chichement avec sa femme, poète et traductrice, qu'il surnomme « Ariane Émeraude ». Elle prend la nationalité estonienne. Le 13 novembre 1921, âgée de 84 ans, sa mère meurt et, en 1922, naît son fils qu'ils prénomment Bacchus en l'honneur du Dieu. Il continue à écrire, 13 livres jusqu'à la fin de sa vie publiés dans divers journaux et magazines russes à l'étranger, par goût bien sûr mais aussi pour subsister, la pêche et la cueillette dans la nature ne pouvant suffire aux besoins du ménage. Il fait aussi des traductions d'œuvres de poètes étrangers tels qu'Adam Mickiewicz, Paul Verlaine, Sully Prudhomme, Charles Baudelaire ; à cette liste il faudrait ajouter des noms de poètes yougoslaves.
Il fait aussi de nombreuses tournées à l'extérieur de l'Estonie ; en 1921 dans les Pays baltes à Kaunas, Siaulai et à Riga, en 1922 à Berlin où semble-t-il il revoit sa fille Tamara et Zlata, en 1923 à Helsinki, en 1924 en Pologne à Lodz, Bialystok et Varsovie, en Ukraine à Loutsk et en Lituanie à Vilnius, en 1925 de nouveau à Berlin, en 1927 en Lettonie à Daugavpils et à Riga, en 1928 à Varsovie et à Vilnius, en 1929 à Daugavpils et à Riga, en 1931 et en 1933 à Varsovie. En Pologne où il se rend souvent on reconnaît son influence sur les poètes Bruno Jasieński et Kazimierz Wierzyński. Il se rend aussi en Bulgarie, en Roumanie, en France, en Tchécoslovaquie et en Yougoslavie. Lorsqu'en 1928, avec son épouse, il travaille à l'anthologie de leurs traductions en russe de poésies classiques estoniennes avec des auteurs tels que Friedebert Tuglas, Gustav Suits, Johannes Semper, Henrik Visnapuu, Johannes Vares, Friedrich Reinhold Kreutzwald, Lydia Koidula, Alexis Rannit (en), le ministère de l'éducation leur octroie une subvention en espèces.
En 1935, il rencontre Vera B. Korendi ce qui entraîne, en 1936, la rupture avec Felissa avec laquelle il a vécu seize ans en étant, pour la seule fois de sa vie, officiellement marié. Avant sa mort, Sévérianine avoue que cette infidélité envers celle qui le protégeait de tous les soucis du monde, a été une erreur tragique. À partir de ce moment sa situation matérielle devient très difficile et il ne peut survivre qu'avec les subventions que lui verse le gouvernement estonien, car nulle part on ne veut éditer ses livres.
Le 6 août 1940, ce qu'il souhaitait, l'annexion de l'Estonie par l'URSS, lui ouvre un vaste espace pour diffuser ses œuvres et pour voyager. Mais la maladie et la guerre l'empêchent de réaliser ce projet et en 1941, dans Tallinn occupé par les Allemands, il meurt d'une attaque cardiaque en présence de Valérie, la sœur cadette de sa dernière épouse.

### Postérité
Il est enterré au cimetière Alexandre Nevski à Tallinn.
Depuis 1995, un prix littéraire Igor-Sévérianine est décerné.

## Œuvres
Une liste importante, pourtant incomplète, de ses poèmes classés par ordre chronologique figure sous le lien externe no 1.